# Grupa Armii Środek

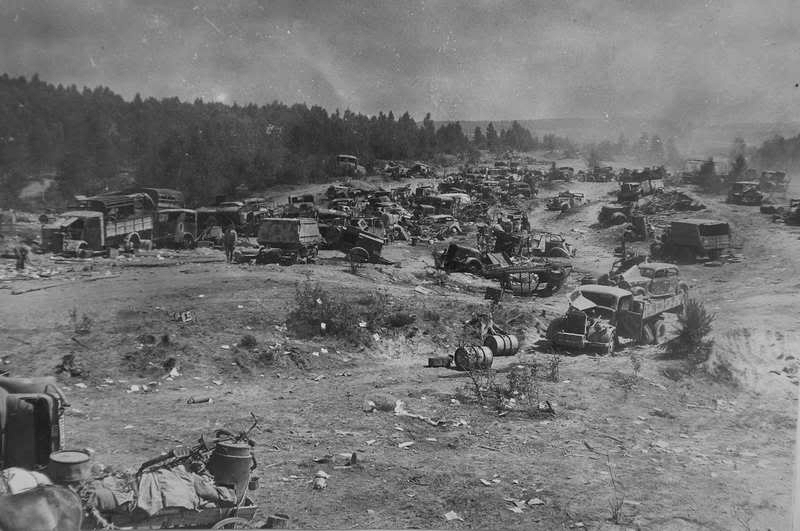
Porzucony i zniszczony sprzęt 9 Armii ze składu Grupy Armii Środek, rozbitej w czasie operacji Bagration

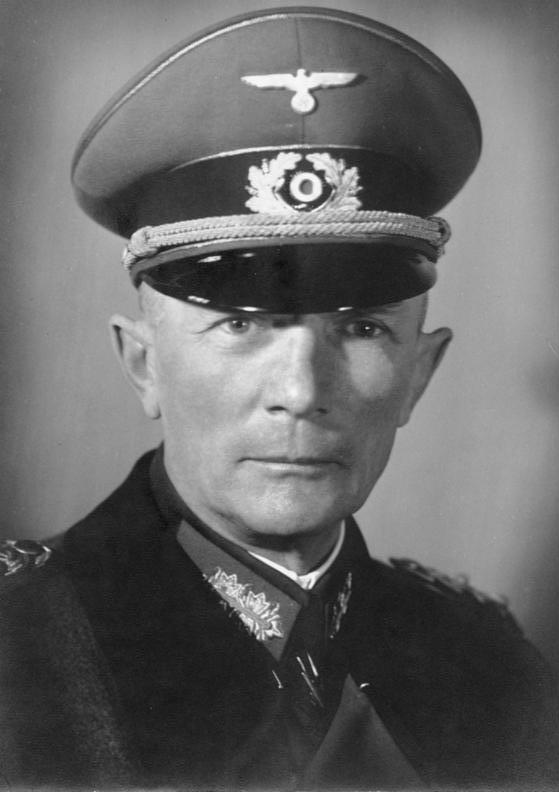
Feldmarszałek Fedor von Bock

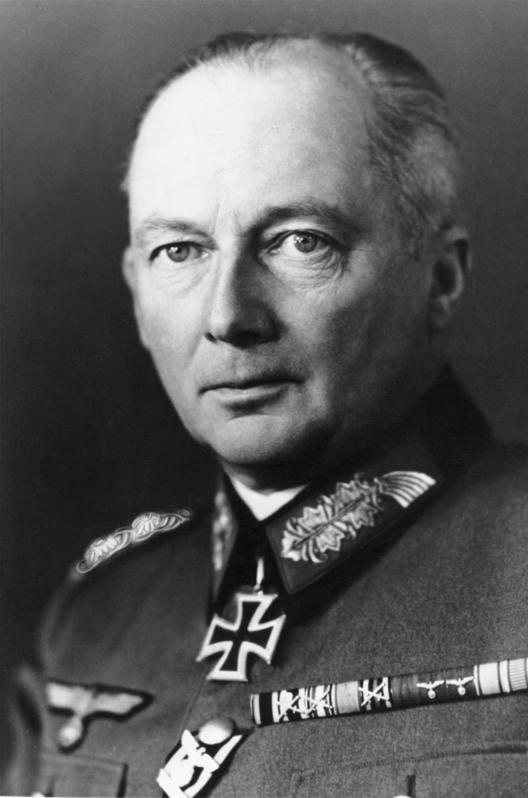
Feldmarszałek Günther von Kluge

Grupa Armii Środek (niem. Heeresgruppe Mitte) – niemiecka grupa armii, uczestniczyła w ataku na Związek Radziecki, walcząc w latach 1941–1945 przeciw Armii Czerwonej.

## Historia
Utworzona przed niemiecką inwazją na ZSRR (czerwiec 1941) (patrz plan Barbarossa) z przemianowania Grupy Armii B. Dowodzący Grupą Armii środek von Bock, w czasie agresji na ZSRR miał pod swoimi rozkazami 34 dywizje piechoty, 9 dywizji pancernych, 6 dywizji zmotoryzowanych, 1 dywizję kawalerii i 2 brygady piechoty oraz 2 Flotę Powietrzną liczącą 1670 samolotów. 
W dniu 22 czerwca 1944 roku Grupa Armii Środek liczyła 52 dywizje, w których służyło około 820 000 żołnierzy. Pomimo tego w lipcu 1944 roku została rozbita i rozgromiona na Białorusi przez Armię Czerwoną w toku operacji Bagration. Według Iana Baxtera rozgromienie Grupy Armii Środek było największą klęską Wehrmachtu, poważniejszą niż zniszczenie 6 Armii w bitwie stalingradzkiej. Po odwrocie resztek Grupy Armii Środek do Prus Wschodnich została przemianowana w styczniu 1945 na Grupę Armii Północ. Nowa grupa armii o tej nazwie została utworzona także w styczniu 1945 po radzieckim przełamaniu frontu nad Wisłą z Grupy Armii A.

## Dowódcy
- Fedor von Bock (kwiecień – grudzień 1941)
- Günther von Kluge (grudzień 1941 – październik 1943)
- Ernst Busch (październik 1943 – czerwiec 1944)
- Walther Model (czerwiec – sierpień 1944)
- Georg-Hans Reinhardt (sierpień 1944 –styczeń 1945)
- Ferdinand Schörner (styczeń – maj 1945)

## Struktura organizacyjna
Skład w czerwcu 1941:
- 4 Armia
- 9 Armia
- 2 Grupa Pancerna
- 3 Grupa Pancerna
- 537 pułk łączności

Skład w maju 1942:
- 2 Armia Pancerna
- 3 Armia Pancerna
- 4 Armia
- 9 Armia
- 537 Pułk Łączności

Skład w lipcu 1943:
- 2 Armia
- 2 Armia Pancerna
- 3 Armia Pancerna
- 4 Armia
- 9 Armia

Skład 15 czerwca 1944:
- 3 Armia Pancerna
- 4 Armia
- 9 Armia
- 2 Armia oraz odwody: 14 Dywizja Piechoty, 707 Dywizja Piechoty, 221 Dywizja Bezpieczeństwa, 391 Dywizja Bezpieczeństwa i Pancerna Grupa Operacyjna F

Skład w maju 1945:
- 1 Armia Pancerna
- 4 Armia Pancerna
- 7 Armia
- 17 Armia
- 537 pułk łączności